# Foteviksskeppen

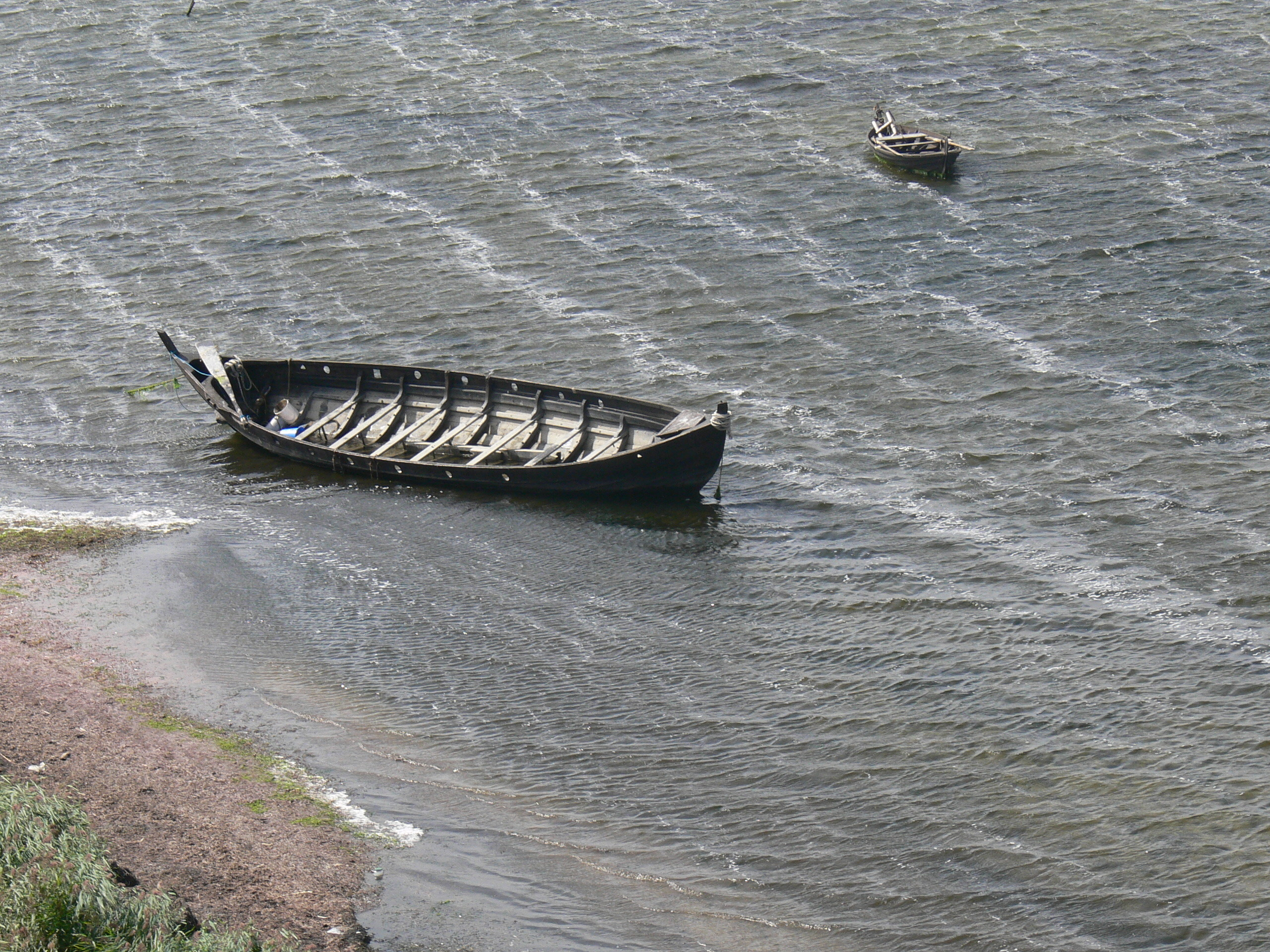
En nykonstruerad vikingabåt i Foteviken.

Foteviksskeppen är ett antal vikingatida skeppsvrak som bildar en undervattensspärr just där Foteviken utmynnar i Höllviken i hörnet av sydvästra Skåne. Troligen fylldes skeppen med sten och sänktes för att bilda en skyddsvall gentemot fientliga fartyg när det dansk-skånska kriget utbröt 1134. Man befarade en invasion av danske kung Niel men han besegrades och drevs tillbaka av Erik Emune. 
Området utgrävdes och dokumenterades på 1980-talet av danska och svenska arkeologer. Kvarlevor efter fem vrak påträffades, ett av dem som kallas "Foteviksskeppet" har bärgats och konserverats och finns nu i ett magasin i Malmö museum.
De övrigas vrakdelar ligger kvar ovanpå den av pålar och sten uppbyggda skyddsvallen. När vallen byggdes lät man vintertid släpa ut de stenfyllda vraken på isen och när våren sedan kom sjönk de till botten. De två större som är cirka 20 meter långa har varit krigsskepp, medan de två mindre med en längd på omkring 14 meter troligen varit handelsskepp. Fartygen torde liksom Foteviksskeppet haft bredden 2,5 – 3 meter och varit klinkbyggda. Möjligen kan fler skeppsvrak ligga dolda i skyddsvallen, kanske man i framtiden kan hitta ett som är bättre bevarat. I Fotevikens museum har man låtit bygga upp en tidsenlig replik av det mest välbevarade vraket, en mindre vikingabåt som fått namnet Erik Emune.